# Piatto
Piatto est une commune de la province de Biella dans le Piémont en Italie.

## Administration
| Période                                  | Période  | Identité              | Étiquette                       | Qualité |
| ---------------------------------------- | -------- | --------------------- | ------------------------------- | ------- |
| 2004                                     | 2009     | Alessandro Collinetti | lista civica                    | maire   |
| 2009                                     | 2014     | Alessandro Collinetti | lista civica Uniti per Piatto   | maire   |
| 2014                                     | En cours | Enzo Giacomini        | lista civica Insieme per Piatto | maire   |
| Les données manquantes sont à compléter. |          |                       |                                 |         |

### Hameaux

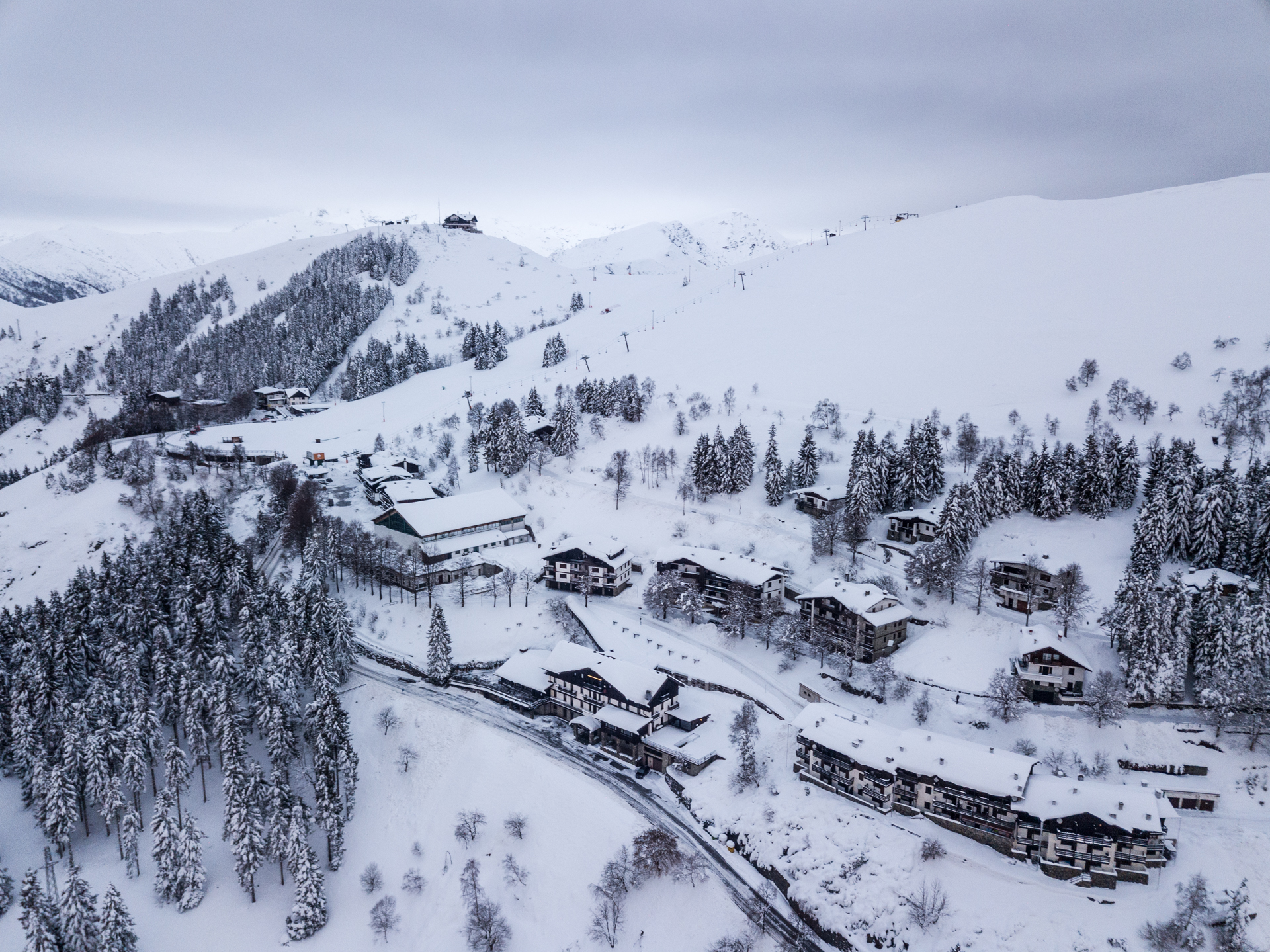
Bielmonte

Baraggi, Baraggia, Barazzetta, Bielmonte, Bonina, Borgonuovo, Bosco, Cascinetto, Chiesa, Commenda, Dama, Forno, Franchino, Fretta, Grangia, Lora, Malina, Ottino, Pandale, Paradosso, Pero, Prati, Quarello, Serralunga, Vietto

### Communes limitrophes
Bioglio, Callabiana, Camandona, Mosso, Quaregna Cerreto, Ternengo, Valdengo, Vallanzengo, Valle San Nicolao, Veglio